# Grande Prêmio de Atlanta
O Grande Prêmio de Atlanta foi uma corrida de automóveis desportivos realizada em Road Atlanta, em Braselton, Geórgia (Estados Unidos). A primeira prova foi realizada em 1973, no âmbito do Campeonato IMSA GT. A corrida foi realizada anualmente de 1973 a 1999, com corridas separadas de primavera e outono realizadas de 1976 a 1982. Com a ascensão do Petit Le Mans como o principal evento de automóveis desportivos de Road Atlanta, o Grande Prêmio foi realizado apenas esporadicamente na era da American Le Mans Series.

Circuito combinado da Atlanta Motor Speedway, usado em 1993

Só em 1993, o evento foi realizado no circuito combinado da Atlanta Motor Speedway, enquanto Road Atlanta enfrentava um processo de falência e venda.
Em 2020, devido às restrições do estado de Nova Iorque para multidões por causa da Pandemia de COVID-19, as 6 Horas de Watkins Glen foram transferidas para Road Atlanta.

## Vencedores
| Data                               | Vencedores (Geral)                    | Equipa                      | Carro                       | Distância/Duração    | Designação corrida                                                        |
| IMSA GT Championship               | IMSA GT Championship                  | IMSA GT Championship        | IMSA GT Championship        | IMSA GT Championship | IMSA GT Championship                                                      |
| Road Atlanta                       | Road Atlanta                          | Road Atlanta                | Road Atlanta                | Road Atlanta         | Road Atlanta                                                              |
| ---------------------------------- | ------------------------------------- | --------------------------- | --------------------------- | -------------------- | ------------------------------------------------------------------------- |
| 1973                               | Peter Gregg                           | Peter Gregg                 | Porsche 911 Carrera         | 200 milhas (320 km)  | Camel 200                                                                 |
| 1974                               | Al Holbert Elliott Forbes-Robinson    | Paris Properties            | Porsche Carrera RSR         | 6 horas              | 6 horas of Atlanta                                                        |
| 1975                               | Peter Gregg                           | Brumos Porsche              | Porsche Carrera RSR         | 100 milhas (160 km)  |                                                                           |
| 1975                               | Al Holbert                            | Holbert's Porsche-Audi      | Porsche Carrera RSR         | 100 milhas (160 km)  |                                                                           |
| 1976 (primavera)                   | Al Holbert                            | Dickinson/Holbert Racing    | Chevy Monza                 | 100 milhas (160 km)  |                                                                           |
| 1976 (outono)                      | Al Holbert Jim Busby                  | Busby Racing                | Chevy Monza                 | 500 km (310 mi)      | WZGC 93 FM Camel GT                                                       |
| 1977 (primavera)                   | Al Holbert                            | Holbert Racing              | Chevy Monza                 | 100 milhas (160 km)  | WQXI Camel GT Road Atlanta 100 Miles                                      |
| 1977 (outono)                      | David Hobbs                           | McLaren North America       | BMW 320i Turbo              | 100 milhas (160 km)  | Labor Day Race                                                            |
| 1978 (primavera)                   | Peter Gregg                           | Brumos Porsche-Audi         | Porsche 935                 | 100 milhas (160 km)  | Camel GT Challenge                                                        |
| 1978 (outono)                      | Peter Gregg                           | Brumos Porsche-Audi         | Porsche 935                 | 100 milhas (160 km)  | Arthur Montgomery 100 Camel GT Challenge                                  |
| 1979 (primavera)                   | Peter Gregg                           | Brumos Porsche-Audi         | Porsche 935/79              | 100 milhas (160 km)  |                                                                           |
| 1979 (outono)                      | Peter Gregg                           | Peter Gregg Racing          | Porsche 935/79              | 100 milhas (160 km)  |                                                                           |
| 1980 (primavera)                   | Bill Whittington                      | Whittington Brothers Racing | Porsche 935 K3              | 100 milhas (160 km)  |                                                                           |
| 1980 (outono)                      | John Fitzpatrick                      | Dick Barbour Racing         | Porsche 935 K3/80           | 50 milhas (80 km)    |                                                                           |
| 1980 (outono)                      | Giampiero Moretti                     | Momo/Electrodyne            | Porsche 935J                | 50 milhas (80 km)    |                                                                           |
| 1981 (primavera)                   | John Fitzpatrick                      | John Fitzpatrick Racing     | Porsche 935 K3/80           | 100 milhas (160 km)  |                                                                           |
| 1981 (outono)                      | Brian Redman                          | Cooke Woods Racing          | Lola T600-Chevrolet         | 150 milhas (80 km)   |                                                                           |
| 1982 (primavera)                   | John Paul Jr.                         | JLP Racing                  | Porsche 935 JLP-3           | 150 milhas (80 km)   |                                                                           |
| 1982 (outono)                      | John Paul Jr. John Paul, Sr.          | JLP Racing                  | Porsche 935 JLP-3           | 500 km (310 mi)      | Sprite 500 Camel GT Endurance                                             |
| 1983                               | Bob Tullius Bill Adam                 | Group 44                    | Jaguar XJR-5                | 500 km (310 mi)      | Nissan/Datsun Camel GT 500 Kilometers                                     |
| 1984                               | Don Whittington                       | Marty Hinze Racing          | March 83G-Chevrolet         | 500 km (310 mi)      | Road Atlanta 500 Kilometers Camel GT                                      |
| 1985                               | Brian Redman Hurley Haywood           | Group 44                    | Jaguar XJR-5                | 500 km (310 mi)      | Atlanta Journal-Constitution Grand Prix Camel GT                          |
| 1986                               | Sarel van der Merwe Doc Bundy         | Hendrick Motorsports        | Chevrolet Corvette GTP      | 500 km (310 mi)      | Atlanta Journal-Constitution Camel Grand Prix                             |
| 1987                               | James Weaver Price Cobb               | Dyson Racing                | Porsche 962                 | 500 km (310 mi)      | Atlanta Journal-Constitution Grand Prix                                   |
| 1988                               | Geoff Brabham John Morton             | Electramotive Engineering   | Nissan GTP ZX-T             | 500 km (310 mi)      | Atlanta Journal-Constitution Camel GP                                     |
| 1989                               | Geoff Brabham Chip Robinson           | Electramotive Engineering   | Nissan GTP ZX-T             | 500 km (310 mi)      | Nissan Camel Grand Prix of Road Atlanta                                   |
| 1990                               | Geoff Brabham Derek Daly              | Nissan Performance          | Nissan GTP ZX-T             | 500 km (310 mi)      | Nissan Grand Prix of Atlanta                                              |
| 1991                               | Davy Jones                            | Bud Light/Jaguar Racing     | Jaguar XJR-16               | 300 km (190 mi)      | Nissan Grand Prix of Road Atlanta                                         |
| 1992                               | Davy Jones                            | Jaguar Racing               | Jaguar XJR-14               | 1 hour, 45 minutos   | Nissan Grand Prix of Road Atlanta                                         |
| Atlanta Motor Speedway ROVAL       |                                       |                             |                             |                      |                                                                           |
| 1993                               | Juan Manuel Fangio II                 | All American Racers         | Eagle Mk III-Toyota         | 1 hour, 45 minutos   | Toyota Grand Prix of Atlanta                                              |
| Road Atlanta                       |                                       |                             |                             |                      |                                                                           |
| 1994                               | Jay Cochran                           | Euromotorsport              | Ferrari 333 SP              | 2 horas              | IMSA Grand Prix of Atlanta                                                |
| 1995                               | James Weaver                          | Dyson Racing                | Riley & Scott Mk III-Ford   | 3 horas              | Rain-X/Motorola Grand Prix of Atlanta                                     |
| 1996                               | Gianpiero Moretti Max Papis           | Momo Corse                  | Ferrari 333 SP              | 3 horas              | Advance Auto Parts presents The Grand Prix of Atlanta                     |
| 1997                               | Butch Leitzinger James Weaver         | Dyson Racing                | Riley & Scott Mk III-Ford   | 2 horas              | NAPA Auto Parts Grand Prix of Atlanta Presented By Royal Purple Motor Oil |
| 1998                               | Butch Leitzinger James Weaver         | Dyson Racing                | Riley & Scott Mk III-Ford   | 3 horas, 45 minutos  | Sports Car Grand Prix at Road Atlanta                                     |
| American Le Mans Series            |                                       |                             |                             |                      |                                                                           |
| 1999                               | Eric van de Poele Mimmo Schiattarella | Team Rafanelli SRL          | Riley & Scott Mk III-Judd   | 2 horas, 45 minutos  | The Grand Prix at Road Atlanta presented by Lease Plan USA                |
| 2000 – 2002                        | não realizado                         | não realizado               | não realizado               | não realizado        | não realizado                                                             |
| 2003                               | Johnny Herbert JJ Lehto               | ADT Champion Racing         | Audi R8                     | 2 horas, 45 minutos  | Chevy Grand Prix of Atlanta                                               |
| 2004                               | não realizado                         | não realizado               | não realizado               | não realizado        | não realizado                                                             |
| 2005                               | Marco Werner JJ Lehto                 | ADT Champion Racing         | Audi R8                     | 2 horas, 45 minutos  | Sportsbook.com Grand Prix of Atlanta                                      |
| 2006 – 2012                        | não realizado                         | não realizado               | não realizado               | não realizado        | não realizado                                                             |
| Rolex Sports Car Series            |                                       |                             |                             |                      |                                                                           |
| 2013                               | Scott Pruett Memo Rojas               | Chip Ganassi Racing         | Riley Mk. XXVI-BMW          | 2 horas, 45 minutos  | Visual Studio Ultimate Grand Prix of Atlanta                              |
| 2014 – 2019                        | não realizado                         | não realizado               | não realizado               | não realizado        | não realizado                                                             |
| WeatherTech SportsCar Championship |                                       |                             |                             |                      |                                                                           |
| 2020                               | Hélio Castroneves Ricky Taylor        | Team Penske                 | Acura AR35TT 3.5 L Turbo V6 | 6 horas              | TireRack.com Grand Prix at Road Atlanta                                   |